# Данлоп, Тони
Тони Джеймс Данлоп (англ. Toni James Dunlop; род. 3 ноября 1969, Инверкаргилл) — новозеландский гребец, выступавший за сборную Новой Зеландии по академической гребле на всём протяжении 1990-х годов. Двукратный серебряный призёр этапов Кубка мира, участник трёх летних Олимпийских игр.

## Биография
Тони Данлоп родился 3 ноября 1969 года в городе Инверкаргилл, Новая Зеландия.
Дебютировал в гребле на взрослом международном уровне в сезоне 1990 года, когда вошёл в основной состав новозеландской национальной сборной и выступил на чемпионате мира в Тасмании — в зачёте восьмёрок сумел квалифицироваться лишь в утешительный финал В и расположился в итоговом протоколе соревнований на девятой строке.
В 1991 году на мировом первенстве в Вене занял девятое место в распашных безрульных двойках.
Благодаря череде удачных выступлений удостоился права защищать честь страны на летних Олимпийских играх 1992 года в Барселоне. Вместе с партнёрами по команде Биллом Ковентри, Гаем Мелвиллом, Ианом Райтом и рулевым Карлом Шиханом в программе четвёрок рулевых отобрался в финал В и разместился в итоговом зачёте на 11 позиции.
Находясь в числе лидеров гребной команды Новой Зеландии, благополучно прошёл отбор на Олимпийские игры 1996 года в Атланте — на сей раз в двойках безрульных совместно с Дейвом Шапером вышел в главный финал и финишировал в решающем заезде пятым.
После атлантской Олимпиады Данлоп остался в составе новозеландской национальной сборной на ещё один олимпийский цикл и продолжил принимать участие в крупнейших международных регатах. Так, в 1997 году в безрульных двойках он стал девятым на этапе Кубка мира в Люцерне и седьмым на мировом первенстве в Эгбелете.
В 1999 году в безрульных четвёрках показал четвёртый результат на чемпионате мира в Сент-Катаринсе.
В 2000 году в программе безрульных четвёрок выиграл серебряные медали на этапах Кубка мира в Вене и Люцерне. На Олимпийских играх в Сиднее занял в той же дисциплине шестое место, при этом его партнёрами были гребцы Скотт Браунли, Роб Хельстрём и Дейв Шапер.